# لانسین-لورت، کبک
لانسین-لورت (به فرانسوی: L'Ancienne-Lorette) شهرکی در ناحیه کاپیتل-ناسیونال در استان کبک کانادا است. در سرشماری سال ۲۰۱۱ این شهرک ۱۶٬۷۲۶ نفر جمعیت داشته‌است و مساحت آن ۸٫۰۲ کیلومتر مربع است.